# ابله (مجموعه تلویزیونی)
ابله (روسی: Идиот) نام یک مجموعهٔ تلویزیونی درام روسی است که بر پایهٔ رمان مشهور ابله اثر فیودور داستایفسکی ساخته شده‌است و از شبکهٔ تلویزیونی راسیا-۱ پخش شد.
فیلم‌نامهٔ این مجموعه، بسیار نزدیک به متنِ رمان اصلی است و در آن بازیگران نامداری هنرنمایی می‌کنند. در این مجموعهٔ سعی فراوانی شده تا فضای سریال به روح زمانه در رمان، نزدیک باشد و این مهم، با دقتِ فراوان بر نحوهٔ صحبت کردنِ شخصیت‌ها و طراحی دقیق صحنه و لباس مُیسر شده‌است.